# جانیک باخمن
جانیک باخمن (انگلیسی: Janik Bachmann؛ زادهٔ ۶ مهٔ ۱۹۹۶) بازیکن فوتبال اهل آلمان است.
از باشگاه‌هایی که در آن بازی کرده‌است می‌توان به باشگاه فوتبال هانوفر ۹۶ اشاره کرد.